# Reprezentacja Chin U-17 w piłce nożnej mężczyzn
Reprezentacja Chin U-17 w piłce nożnej mężczyzn – męska piłkarska reprezentacja Chin do lat 17. Największymi sukcesami reprezentacji jest zdobycie złota na mistrzostwach Azji w 1992 i 2004 roku oraz ćwierćfinał na mistrzostwach świata w 1985 i 2005 roku.

## Mistrzostwa Świata
Japońskiej drużynie sześć razy udało się zakwalifikować do MŚ U-17.
| Rok   | Runda                   | M                       | W                       | R                       | P                       | GZ                      | GS                      |
| ----- | ----------------------- | ----------------------- | ----------------------- | ----------------------- | ----------------------- | ----------------------- | ----------------------- |
| 1985  | Ćwierćfinał             | 4                       | 2                       | 1                       | 1                       | 8                       | 7                       |
| 1987  | Nie zakwalifikowały się | Nie zakwalifikowały się | Nie zakwalifikowały się | Nie zakwalifikowały się | Nie zakwalifikowały się | Nie zakwalifikowały się | Nie zakwalifikowały się |
| 1989  | Faza grupowa            | 3                       | 1                       | 1                       | 1                       | 1                       | 3                       |
| 1991  | Faza grupowa            | 3                       | 0                       | 1                       | 2                       | 4                       | 7                       |
| 1993  | Faza grupowa            | 3                       | 0                       | 1                       | 2                       | 2                       | 5                       |
| 1995  | Nie zakwalifikowały się | Nie zakwalifikowały się | Nie zakwalifikowały się | Nie zakwalifikowały się | Nie zakwalifikowały się | Nie zakwalifikowały się | Nie zakwalifikowały się |
| 1997  | Nie zakwalifikowały się | Nie zakwalifikowały się | Nie zakwalifikowały się | Nie zakwalifikowały się | Nie zakwalifikowały się | Nie zakwalifikowały się | Nie zakwalifikowały się |
| 1999  | Nie zakwalifikowały się | Nie zakwalifikowały się | Nie zakwalifikowały się | Nie zakwalifikowały się | Nie zakwalifikowały się | Nie zakwalifikowały się | Nie zakwalifikowały się |
| 2001  | Nie zakwalifikowały się | Nie zakwalifikowały się | Nie zakwalifikowały się | Nie zakwalifikowały się | Nie zakwalifikowały się | Nie zakwalifikowały się | Nie zakwalifikowały się |
| 2003  | Faza grupowa            | 3                       | 0                       | 1                       | 2                       | 5                       | 7                       |
| 2005  | Ćwierćfinał             | 4                       | 1                       | 2                       | 1                       | 4                       | 7                       |
| 2007  | Nie zakwalifikowały się | Nie zakwalifikowały się | Nie zakwalifikowały się | Nie zakwalifikowały się | Nie zakwalifikowały się | Nie zakwalifikowały się | Nie zakwalifikowały się |
| 2009  | Nie zakwalifikowały się | Nie zakwalifikowały się | Nie zakwalifikowały się | Nie zakwalifikowały się | Nie zakwalifikowały się | Nie zakwalifikowały się | Nie zakwalifikowały się |
| 2011  | Nie zakwalifikowały się | Nie zakwalifikowały się | Nie zakwalifikowały się | Nie zakwalifikowały się | Nie zakwalifikowały się | Nie zakwalifikowały się | Nie zakwalifikowały się |
| 2013  | Nie zakwalifikowały się | Nie zakwalifikowały się | Nie zakwalifikowały się | Nie zakwalifikowały się | Nie zakwalifikowały się | Nie zakwalifikowały się | Nie zakwalifikowały się |
| 2015  | Nie zakwalifikowały się | Nie zakwalifikowały się | Nie zakwalifikowały się | Nie zakwalifikowały się | Nie zakwalifikowały się | Nie zakwalifikowały się | Nie zakwalifikowały się |
| 2017  | Nie zakwalifikowały się | Nie zakwalifikowały się | Nie zakwalifikowały się | Nie zakwalifikowały się | Nie zakwalifikowały się | Nie zakwalifikowały się | Nie zakwalifikowały się |
| 2019  | Nie zakwalifikowały się | Nie zakwalifikowały się | Nie zakwalifikowały się | Nie zakwalifikowały się | Nie zakwalifikowały się | Nie zakwalifikowały się | Nie zakwalifikowały się |
| 2023  | Nie zakwalifikowały się | Nie zakwalifikowały się | Nie zakwalifikowały się | Nie zakwalifikowały się | Nie zakwalifikowały się | Nie zakwalifikowały się | Nie zakwalifikowały się |
| Razem | 6/19                    | 20                      | 4                       | 7                       | 9                       | 24                      | 36                      |

## Mistrzostwa Azji
Japońskiej drużynie piętnaście razy udało się zakwalifikować do PA U-17.
| Rok   | Runda                   | M                       | W                       | R                       | P                       | GZ                      | GS                      |
| ----- | ----------------------- | ----------------------- | ----------------------- | ----------------------- | ----------------------- | ----------------------- | ----------------------- |
| 1985  | Faza grupowa            | 3                       | 0                       | 2                       | 1                       | 2                       | 3                       |
| 1986  | Nie zakwalifikowała się | Nie zakwalifikowała się | Nie zakwalifikowała się | Nie zakwalifikowała się | Nie zakwalifikowała się | Nie zakwalifikowała się | Nie zakwalifikowała się |
| 1988  | III miejsce             | 6                       | 2                       | 4                       | 0                       | 7                       | 4                       |
| 1990  | III miejsce             | 5                       | 3                       | 1                       | 1                       | 11                      | 2                       |
| 1992  | I miejsce               | 5                       | 3                       | 2                       | 0                       | 9                       | 4                       |
| 1994  | Faza grupowa            | 4                       | 2                       | 0                       | 2                       | 14                      | 5                       |
| 1996  | Faza grupowa            | 4                       | 1                       | 1                       | 2                       | 5                       | 10                      |
| 1998  | Nie zakwalifikowała się | Nie zakwalifikowała się | Nie zakwalifikowała się | Nie zakwalifikowała się | Nie zakwalifikowała się | Nie zakwalifikowała się | Nie zakwalifikowała się |
| 2000  | Faza grupowa            | 4                       | 2                       | 0                       | 2                       | 13                      | 12                      |
| 2002  | III miejsce             | 6                       | 5                       | 0                       | 1                       | 13                      | 4                       |
| 2004  | I miejsce               | 6                       | 5                       | 0                       | 1                       | 10                      | 5                       |
| 2006  | Ćwierćfinał             | 4                       | 2                       | 1                       | 1                       | 10                      | 5                       |
| 2008  | Faza grupowa            | 3                       | 1                       | 1                       | 1                       | 4                       | 4                       |
| 2010  | Faza grupowa            | 3                       | 0                       | 1                       | 2                       | 1                       | 4                       |
| 2012  | Faza grupowa            | 3                       | 0                       | 3                       | 0                       | 4                       | 4                       |
| 2014  | Faza grupowa            | 3                       | 1                       | 0                       | 2                       | 2                       | 6                       |
| 2016  | Nie zakwalifikowała się | Nie zakwalifikowała się | Nie zakwalifikowała się | Nie zakwalifikowała się | Nie zakwalifikowała się | Nie zakwalifikowała się | Nie zakwalifikowała się |
| 2018  | Nie zakwalifikowała się | Nie zakwalifikowała się | Nie zakwalifikowała się | Nie zakwalifikowała się | Nie zakwalifikowała się | Nie zakwalifikowała się | Nie zakwalifikowała się |
| 2023  | Faza grupowa            | 3                       | 0                       | 1                       | 2                       | 4                       | 9                       |
| Razem | 15/19                   | 62                      | 27                      | 17                      | 18                      | 108                     | 80                      |

## Aktualny skład
Aktualny skład drużyny można przeglądać na stronie transfermarkt.pl.